# Bản quyền phát sóng Giải vô địch bóng đá châu Âu 2020
Giải vô địch bóng đá châu Âu 2020 là một giải đấu bóng đá được dự kiến diễn ra vào tháng 6 và tháng 7 năm 2021 với sự tham gia của 24 đội tuyển nam quốc gia từ các quốc gia được liên kết với Liên đoàn bóng đá châu Âu (UEFA). Giải đấu này sẽ được phát sóng thông qua tất cả truyền hình và phát thanh trên thế giới.